# Melton Constable Hall
Melton Constable Hall est une grande maison de campagne (classée Grade I) située dans la paroisse de Melton Constable, Norfolk, Angleterre, conçue dans le style Christopher Wren et construite entre 1664 et 1670 pour la famille Astley qui possède le domaine de 1235 à 1948. Le noyau de la maison est élisabéthain.

## Maison
Melton Constable Hall est considéré comme le plus beau spécimen du style de maison Christopher Wren. La maison est remodelée et agrandie par Sir Jacob Astley entre 1664 et 1670, remplaçant une ancienne maison datant d'environ 1500. Il possède de beaux plafonds en plâtre datés de 1687, probablement façonnés par Edward Goudge.
La maison est construite en brique avec des toits en ardoise et en cuivre. Le bâtiment principal a une façade de neuf baies, avec des extensions de 7 baies à l'est et au nord. La partie principale est classée Grade I et l'aile nord Grade II *. Les bâtiments de l'écurie sont diversement classés Grade II et Grade II *.

## Parc

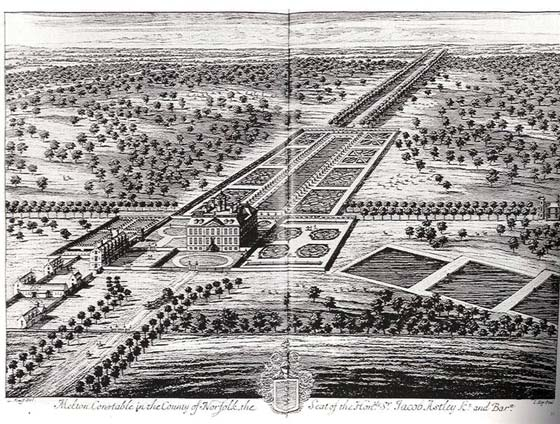
Melton Constable Hall et parc illustrés dans Britannia Illustrata de Kip et Knyff (1707).

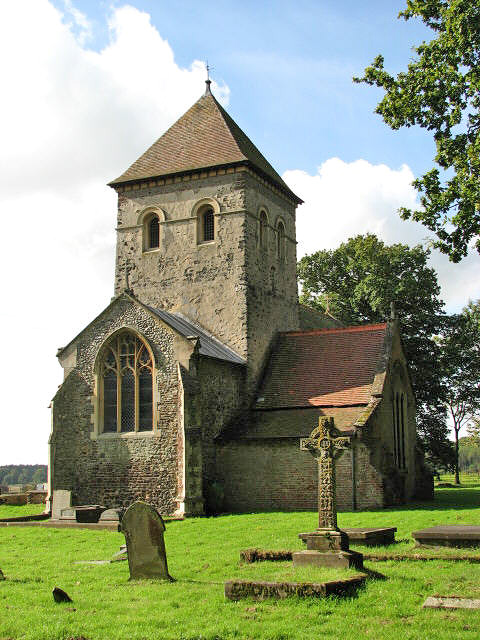
Église Saint-Pierre

Melton Constable Park est conçu par Capability Brown entre 1764 et 1769 avec une église, un temple et diverses folies artistiques . L'église Saint-Pierre, petite et atypique, est nichée sous les arbres (ifs, sapins et chênes) et accessible par une allée bordée de rhododendrons. Elle contient des œuvres normandes et de nombreux monuments à la famille Astley qui portent le titre de Lord Hastings. Sir Jacob Astley combat pendant la guerre civile anglaise et sa prière est encore citée par beaucoup : « Seigneur, je serai très occupé aujourd'hui. Je peux t'oublier mais ne m'oublie pas".
Au nord de l'église et de la maison se dresse une tour connue sous le nom de Belle Vue, qui offre une vue sur Norwich et la mer. C'est à l'origine un moulin à smocks qui est construit par Sir Jacob Astley, 1er baronnet en 1721. Le moulin n'est pas très utilisé. Sir Edward Astley, le 4e baronnet, remplace la tour en bois par une en brique vers 1775. La nouvelle tour est construite sur la base octogonale en brique de trois étages existante; c'est le seul de ce type dans le comté et c'est la plus ancienne base du comté. Elle est laissée à l'abandon et reste sur le registre anglais du patrimoine en péril  tout comme un certain nombre de dépendances sur le domaine. La tour Belle Vue est maintenant une maison privée.

## Histoire
Le manoir de Melton Constable est donné par Guillaume Ier à l'évêque de Thetford et occupé par son connétable, qui prend le nom de Melton avec le suffixe de constable. Il passe ensuite à la famille Astley et descend dans la lignée masculine de cette famille de 1235 jusqu'à ce qu'il soit vendu par Lord Hastings en 1948 au duc de Westminster . Il est ensuite revendu dans les années 1950 et le terrain utilisé à des fins agricoles, la maison étant laissée à l'abandon. En 1985, sous la menace d'un ordre d'expropriation, le propriétaire est contraint de vendre la maison et des parties du domaine.
Le village de Seaton Sluice dans le Northumberland possède des maisons publiques appelées The Astley Arms et The Melton Constable, héritage d'un mariage à l'époque géorgienne qui unit la famille Astley à la famille Delaval du Seaton Delaval Hall voisin .
Le film primé Le Messager est tourné au Melton Constable Hall . Le film Révolution d'Al Pacino de 1985 a également utilisé Melton Constable Hall comme l'un de ses lieux de tournage .
Depuis 2017, la propriété appartient à Roger Gawn.